# De groene jaren
De groene jaren is het 34ste album uit de stripreeks de De Blauwbloezen. Het werd getekend door Willy Lambil en het scenario werd geschreven door Raoul Cauvin. Het album werd uitgegeven in 1992.
Het album is een weergave van de jeugdjaren van het personage Blutch.

## Verhaal
Blutch is voor de zoveelste keer gedeserteerd en probeert alle mogelijke manieren om Sgt. Chesterfield van zich af te schudden (zoals zijn uniekleding te verwisselen met die van een vogelverschrikker). Als Blutch te pakken is genomen wordt hij voor een nacht gevangengezet in een nabijgelegen dorp, terwijl Chesterfield een hotel neemt. Daar in de kroeg beneden raakt Chesterfield aan de praat met een alcoholistische dokter, genaamd Harding die Blutch schijnt te kennen, Chesterfield wil hier alles over te weten komen.

### Blutch en Harding
Harding vertelt hoe hij Blutch vroeger als baby bij hem op de stoep heeft gevonden. Dat hij een tijdje later het kind is kwijt geraakt (door zijn eigen drankmisbruik) en het geplaatst zag in een weeshuis. Vele jaren later moest Harding voor een ziektemelding naar het weeshuis toe en vroeg zich af of Blutch er nog was. Uiteindelijk vond hij hem en hielp hem te ontsnappen uit het weeshuis, waarna ze samen de wereld introkken. Eerst als goudzoekers daarna naar Californië waar Harding een praktijk opende en weer aan de drank ging. Blutch besteedde zijn tijd aan allerlei baantjes als krantenjongen, dokwerker, schoenenpoetser, kappersassistent en kelner. Door een samenloop van omstandigheden moesten Blutch en Harding vluchten uit San Francisco, door een ruzie met een patiënt van Harding. Vervolgens trokken ze naar Amador County om naar kwarts te zoeken. Daar ging ook niet alles over rozen en de twee besluiten uit elkaar te gaan na een ruzie. Harding treft Blutch een aantal jaar later weer aan bij een kreek waar naar goud wordt gezocht. De twee sluiten weer vriendschap, maar als Blutch een goudklomp heeft gevonden belazert Harding hem om er drank van te kopen. Als Harding weer terugkeert uit de stad, wanneer het geld op is, bemerkt hij dat op de plaats waar Blutch was, inmiddels een heel konvooi plaats heeft genomen. Van Blutch ontbreekt elk spoor.
Het verhaal houdt daar op en Sgt. Chesterfield is erg geëmotioneerd door het verhaal. Harding zegt hem om Blutch vrij te laten, maar Chesterfield vertelt hem dat hij niet meer kan doen dan zijn functie uitoefenen. De volgende dag is Blutch echter ontsnapt uit de gevangenis of heeft Harding hem mogelijk geholpen..

## Personages in het album
- Blutch
- Sgt.Chesterfield
- Dokter H.W.Harding
- Silas Hancock (weeshuis beheerder)
- Sutton (een sadistische mijnbeheerder/opzichter)